# 极限点
极限点（英語：Limit point）在数学中是指可以被集合S中的点随意逼近的點。
这个概念有益的推广了极限的概念，并且是諸如闭集和拓扑閉包等概念的基础。实际上，一个集合是闭合的当且仅当他包含所有它的极限点，而拓扑闭包运算可以被认为是通过增加它的极限点来扩充一个集合。

## 定义
定義 — 

{\displaystyle (X,\,\tau )} 为拓扑空间 ， {\displaystyle A\subseteq X} 為{\displaystyle X}的子集；若對{\displaystyle X} 的某點{\displaystyle x\in X}，所有包含 {\displaystyle x} 的开集也有 {\displaystyle A} 內的非 {\displaystyle x} 点，即：
{\displaystyle (x\in X)\wedge (\forall O\in \tau )\{(x\in O)\Rightarrow (\exists a\in O)[\,(a\in A)\wedge (a\neq x)\,]\}}
則稱 {\displaystyle x} 為 {\displaystyle A} 的极限点（limit point）。由 {\displaystyle A} 的所有極限點所組成的集合稱為 {\displaystyle A} 的導集（derived set），通常記為{\displaystyle A^{\prime }}，換句話說：
{\displaystyle A^{\prime }:={\bigg \{}x\,{\bigg |}\,(x\in X)\wedge (\forall O\in \tau )\{(x\in O)\Rightarrow (\exists a\in O)[\,(a\in A)\wedge (a\neq x)\,]\}{\bigg \}}}
以上的定義來自於「總是可以找到一組{\displaystyle A} 內的點去逼近{\displaystyle x} 」的粗略想法，但一般的拓撲空間的不一定有像距離這樣的工具來比較「開集的大小」，若想以極限點嚴謹地描述「可沿著 {\displaystyle A} 去逼近點{\displaystyle x}」的話，還需要對{\displaystyle (X,\,\tau )}做額外的假設。

### 特殊类型的極限點
定義 — 

{\displaystyle (X,\,\tau )} 为拓扑空间 ， {\displaystyle A\subseteq X} 為{\displaystyle X}的子集：
若包含{\displaystyle x}的所有开集都包含可數个{\displaystyle A} 的点，则稱{\displaystyle x}是{\displaystyle A}的‐会聚点（ω‐accumulation point）。
若包含{\displaystyle x} 的所有开集都包含不可數个{\displaystyle A}的点，则稱{\displaystyle x}是{\displaystyle A}的缩合点（condensation point）。

### 度量空间的聚集点
度量空间{\displaystyle M} 自然的帶有由度量{\displaystyle d:M\times M\to \mathbb {R} ^{+}}生成的拓撲 {\displaystyle \tau _{d}} ；更仔細地說，是由以開球為元素的拓撲基所生成的拓撲，也就是{\displaystyle \tau _{d}}裡的開集都是某群開球的聯集。這樣對開球定義極限點的話，就會等價於對{\displaystyle \tau _{d}}定義（因為屬於某個開球等價於屬於某開集），換句話說，對度量空間可以作如下定義：
定義 — 

{\displaystyle (M,\,d)}是度量空间 ，且 {\displaystyle A\subseteq M} ；若 {\displaystyle x\in M} ，且對所有  {\displaystyle \epsilon >0}，存在 {\displaystyle a\in A} 使得 {\displaystyle 0<d(x,\,a)<\epsilon } ，也就是
{\displaystyle (x\in M)\wedge (\forall \epsilon >0)(\exists a\in A)[\,0<d(x,\,a)<\epsilon \,]}
這樣稱 {\displaystyle x} 是 {\displaystyle A}  的聚集点（cluster point）或会聚点（accumulation point）
直觀上可理解為「可以用 {\displaystyle A} 裡的點（以度量 {\displaystyle d} ）無限制地逼近{\displaystyle x}」。應用上， {\displaystyle x} 為定義域的聚集點也是函數極限能在 {\displaystyle x} 上有定義的前提條件。
在度量空间中，会聚点与普通的极限点定义等价

## 性质
- 关于极限点的性质：{\displaystyle x}是{\displaystyle S}的极限点，当且仅当它属于{\displaystyle S} \ {{\displaystyle x}}的闭包。
  - 证明：根据闭包定义，某点属于某集合的闭包，当且仅当该点的所有邻域都和该集合相交。则有：x是{\displaystyle S}的极限点，当且仅当所有{\displaystyle x}的邻域都包含一个非{\displaystyle x}的点属于S，当且仅当所有{\displaystyle x}的邻域含有一个点属于{\displaystyle S}\ {x}，当且仅当{\displaystyle x}属于{\displaystyle S\ {''x''}}的闭包。
- {\displaystyle S}的闭包具有下列性质：{\displaystyle S}的闭包等于{\displaystyle S}和其導集的并集。
  - 证明：
    - （从左到右）设{\displaystyle x}属于{\displaystyle S}的闭包。若{\displaystyle x}属于S，命题成立。若{\displaystyle x\notin S}，则所有{\displaystyle x}的邻域都含有一个非{\displaystyle x}的点属于{\displaystyle S}；也就是说，x是{\displaystyle S}的极限点，{\displaystyle x\in S'}。
    - （从右到左）设{\displaystyle x}属于S，则明显地所有{\displaystyle x}的邻域和{\displaystyle S}相交，所以{\displaystyle x}属于{\displaystyle S}的闭包。若{\displaystyle x}属于L(S)，则所有{\displaystyle x}的邻域都含有一个非{\displaystyle x}的点属于S，所以{\displaystyle x}也属于{\displaystyle S}的闭包。得证。
- 上述结论的推论给出了闭集的性质：集合{\displaystyle S}是闭集，当且仅当它含有所有它的极限点。
  - 证明1：S是闭集，当且仅当{\displaystyle S}等于其闭包，当且仅当{\displaystyle S}={\displaystyle S}∪ L(S)，当且仅当L(S)包含于S。
  - 证明2：设{\displaystyle S}是闭集，{\displaystyle x}是{\displaystyle S}的极限点。则{\displaystyle x}必须属于S，否则{\displaystyle S}的补集为{\displaystyle x}的开邻域，和{\displaystyle S}不相交。相反，设{\displaystyle S}包含所有它的极限点，需要证明{\displaystyle S}的补集是开集。设{\displaystyle x}属于{\displaystyle S}的补集。根据假设，x不是极限点，则存在{\displaystyle x}的开邻域U和{\displaystyle S}不相交，则U在{\displaystyle S}的补集中，则{\displaystyle S}的补集是开集。
- 孤点不是任何集合的极限点。
  - 证明：若{\displaystyle x}是孤点，则{x}是只含有{\displaystyle x}的{\displaystyle x}的邻域。
- 空间{\displaystyle x}是离散空间，当且仅当{\displaystyle x}的子集都没有极限点。
  - 证明：若{\displaystyle x}是离散空间，则所有点都是孤点，不能是任何集合的极限点。相反，若{\displaystyle x}不是离散空间，则单元素集合{x}不是开集。那么，所有{x}的邻域都含有点y ≠ x，则{\displaystyle x}是{\displaystyle x}的极限点。
- 若空间{\displaystyle x}有密着拓扑，且{\displaystyle S}是{\displaystyle x}的多于一个元素的子集，则{\displaystyle x}的所有元素都是{\displaystyle S}的极限点。若{\displaystyle S}是单元素集合，则所有{\displaystyle x}\{\displaystyle S}的点仍然是{\displaystyle S}的极限点。
  - 说明：只要{\displaystyle S}\ {x}非空，它的闭包就是X；只有当{\displaystyle S}是空集或{\displaystyle x}是{\displaystyle S}的唯一元素时，它的闭包才是空集。
- {\displaystyle X}為T1空間，則 {\displaystyle x} 為{\displaystyle A\subseteq X} 的極限點等價於 {\displaystyle x} 的每個鄰域皆包含無限多個 {\displaystyle A} 的點。[註 4]

## 引用
- . PlanetMath.